# Heinrich Christoph Ebell

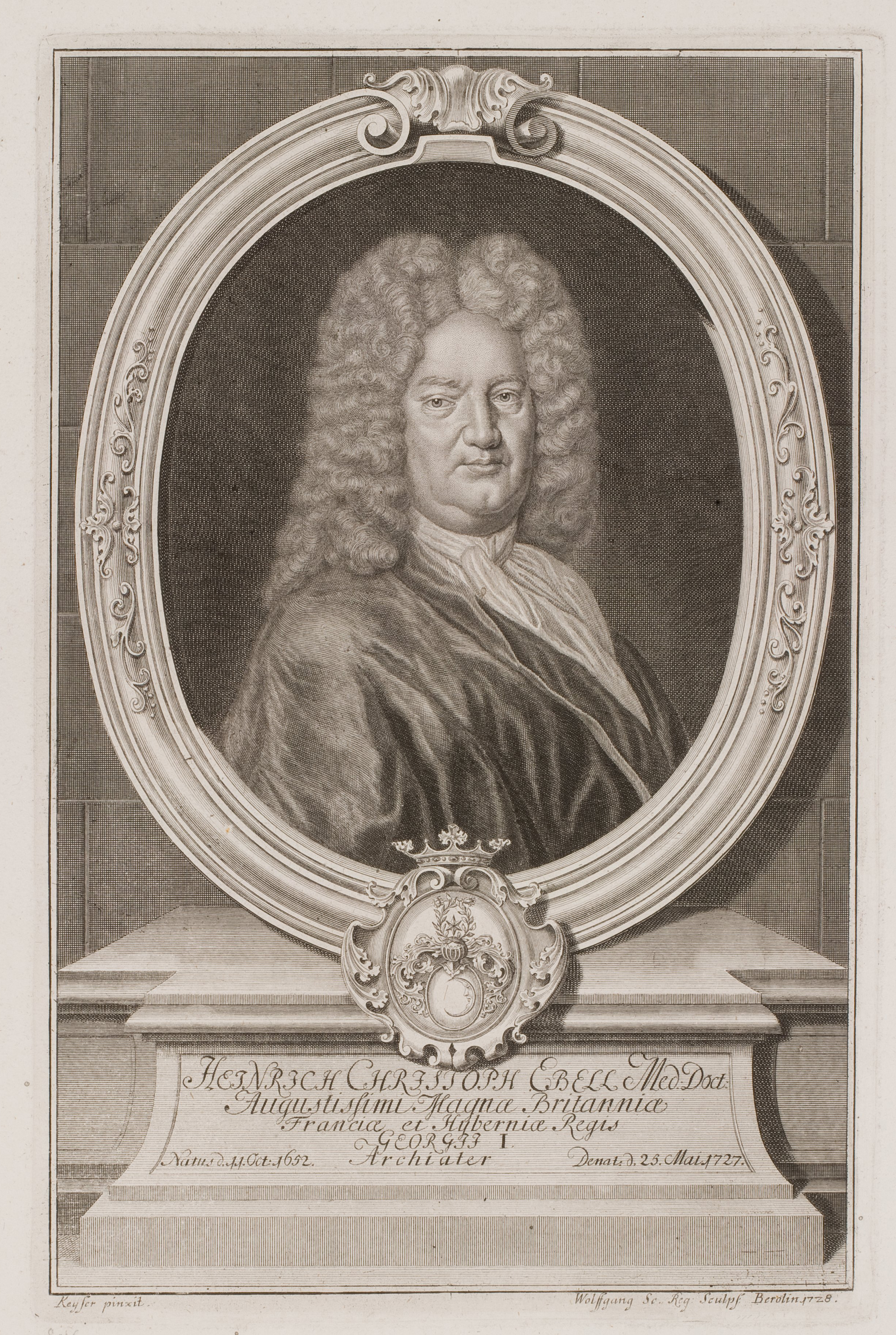
Porträtmedaillon des Archiaters Heinrich Christoph Ebel mit Allongeperücke und Wappen; im Sockel die Bezugnahme auf König Georg I. von Großbritannien; Kupferstich von Johann Georg Wolffgang von 1728 nach einem Gemälde von Willem de Keyser

Heinrich Christoph Ebell (geboren 11. Oktober oder 21. Oktober 1652 in Göttingen; gestorben 25. Mai 1727 in Hannover) war ein deutscher Mediziner, Herzoglich Braunschweig-Lüneburgischer Leib- und Hofarzt sowie Königlich Großbritannischer Leibarzt und Mathematiker. Sein Briefwechsel mit dem Universalgelehrter Gottfried Wilhelm Leibniz wurde Teil des Weltdokumentenerbes der UNESCO.

## Leben
Der wenige Jahre nach dem Ende des Dreißigjährigen Krieges in Göttingen im Herzogtum Braunschweig-Lüneburg geborene Heinrich Christoph Ebell war Sohn des Göttinger Ratsapotheker Johannes Ebell (1622–1686) und dessen Ehefrau Anna Cath. Vetten, Tochter des Göttinger Stadtchirurgen Vetten.
Ebell studierte ab 1672 an der Universität Jena als Schüler des Mathematikers Erhard Weigel sowie an der Universität Leiden. Er schloss mit dem Titel als Dr. med. und unternahm mehrere Reisen durch England, Frankreich und Italien.
1678 ließ sich Ebell als praktischer Arzt in Celle nieder. Von Ende 1679 datiert der erste von zwei Briefen von Leibniz an Ebell, während Ebell bis zum 14. April 1681 vier Briefe an Leibniz verfasste. In diesem Zeitraum arbeitete Ebell ab Januar 1680 als herzoglicher Leib- und Hofarzt anfangs für den Herzog Georg Wilhelm, später für den Kurfürsten Georg Ludwig, der als Georg I. König von Großbritannien wurde.
Ebenfalls 1680 starb Ende Mai Ebells Mutter bei Gandersheim.
In der vormaligen Residenzstadt Celle nahm Ebell gemeinsam mit Robert Schott (1646–1714), dem Geheimen Kammer- und Regierungsrat Albert Andreas von Ramdohr (1649–1730) und dem Celler Hofapotheker Johann Peter Finger die Aufgaben des Inspektors der kurfürstlichen Hof-Apotheke in Celle wahr. In dieser Funktion unterzeichneten sie beispielsweise im Namen ihres Landesherrn Kurfürst Georg Ludwig eine Empfehlung für den zuvor in der Hofapotheke als Geselle tätigen Ewald Jäger aus Schleswig, der sich „als tüchtig und brav“ erwiesen und um seine Demission gebeten habe, da er „durch ordentliche Vocation“ zum Apotheker der Ratsapotheke in Hannover bestellt worden sei. Die Urkunde gelangte später in das Archiv der Georg-August-Universität Göttingen.
Nach dem Beginn der Personalunion zwischen Großbritannien und Hannover wirkte Ebell als Königlich Großbritannischer Leibarzt und war in dieser Funktion unter anderem in London tätig.
In der Residenzstadt Hannover bemühte sich Ebell gemeinsam mit den Leib- und Hofmedici August Johann von Hugo und Wolff wenige Wochen vor dem Tod des Theologen, Konsistorialrats und Hofpredigers Levin Burchard Langschmidt am 23. April 1722 mit Arzneimittel-Verordnungen um dessen vorübergehend eingesetzte Genesung.

## Familie
Heinrich Christoph Ebell war drei Mal verheiratet, unter anderem mit Dorothea Willich (1671–1748), Tochter des Mediziners, Hofrates und in Berlin tätigen Leibmedicus Martin Willich (1643–1697) und der Marie Helena Conerding (1647–1722) aus dem aus Hildesheim stammenden Ärztegeschlecht Conerding. Sie war eine Enkelin von Dietrich Konerding (1611–1684), der ähnlich wie Ebell in Celle als Hofarzt gewirkt hatte.
Zu den Kindern des Ehepaares Ebell zählten die vier Söhne
- der spätere Mediziner, Hof- und Leibmedikus sowie Stadtphysikus in Hannover Ernst Christoph Ebell (1690–1760),
- der spätere Oberamtmann in Ratzeburg Christian Ludewig Ebell (1694–1748),
- der spätere Hofgerichtsassessor in Celle Otto Friedrich Ebell (1695–1752) sowie
- Georg Ebell (1696–1770), der spätere evangelische Abt des Klosters Loccum und Versicherungsgründer.[3]

Über die Genealogie der Familie wurde 1747 in Hannover eine 32 Seiten umfassende Schrift gedruckt, die ihren Eingang in die Gottfried Wilhelm Leibniz Bibliothek – Niedersächsische Landesbibliothek fand.

## Schriften (Auswahl)
- Erhard Weigel (Verf.), Heinrich Christoph Ebell (Respondent): Pendulum ex Tetracty deductum ... Praeside Erhardo Weigelio ... ad diem II. Septemb. MDCLXXIV sistit Henricus Christophorus Ebell, Aut. et Resp., zugleich Dissertation an der Universität Jena, Jenae: Werther, 1674; Digitalisat über Google-Bücher
- Heinrich Christoph Ebell, Georg Wolfgang Wedel: Cultum Debitum Et Observantiam Viro Nobilissimo ... Domino Georgio Wolffgango Wedelio, Doctori, Medico Ducali Saxo-Gotgano ... Præceptori Optatissimo, cùm ad III. Id. Febr. Anni MDCLXXIII Jenæ Professor Publicus Ordinarius ... proclamaretur, offert Henricus Christophorus Ebell, Gœttingâ-Saxo, Phil.&Medic. Stud., Jenæ: Characteribus Johannis Jacobi Bauhoferi, [1673]; Digitalisat über die Landesbibliothek Coburg

## Porträt
Ein Porträt mit der Abbildung des Heinrich Christoph Ebell findet sich in der Porträtsammlung der Herzog August Bibliothek in Wolfenbüttel.